# Tableau des médailles des Jeux olympiques de 1908

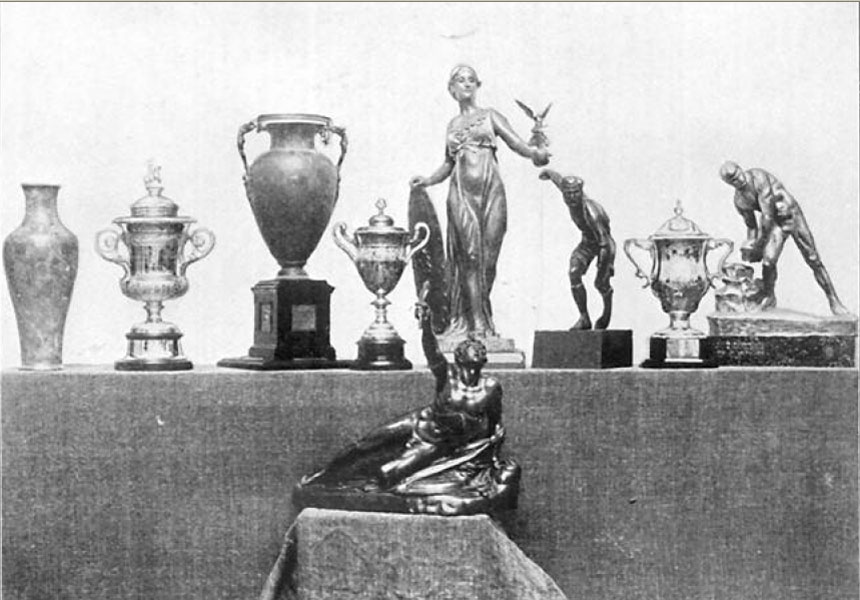
9 Coupes décernées

Le tableau des médailles des Jeux olympiques d'été de 1908 est le classement des nations par nombre de médailles d'or remportées aux Jeux olympiques d'été de 1908, qui se sont déroulés du 27 avril au 31 octobre 1908 à Londres. 2 008 athlètes de 22 nations ont participé à ces jeux, à travers 110 compétitions et dix-huit disciplines différentes.

## Tableau des médailles
- Pays organisateur (Grande-Bretagne)

| Rang  | Nation          | Or  | Argent | Bronze | Total |
| ----- | --------------- | --- | ------ | ------ | ----- |
| 1     | Grande-Bretagne | 56  | 51     | 39     | 146   |
| 2     | États-Unis      | 23  | 12     | 12     | 47    |
| 3     | Suède           | 8   | 6      | 11     | 25    |
| 4     | France          | 5   | 5      | 9      | 19    |
| 5     | Allemagne       | 3   | 5      | 5      | 13    |
| 6     | Hongrie         | 3   | 4      | 2      | 9     |
| 7     | Canada          | 3   | 3      | 10     | 16    |
| 8     | Norvège         | 2   | 3      | 3      | 8     |
| 9     | Italie          | 2   | 2      | 0      | 4     |
| 10    | Belgique        | 1   | 5      | 2      | 8     |
| 11    | Australasie     | 1   | 2      | 2      | 5     |
| 12    | Russie          | 1   | 2      | 0      | 3     |
| 13    | Finlande        | 1   | 1      | 3      | 5     |
| 14    | Afrique du Sud  | 1   | 1      | 0      | 2     |
| 15    | Grèce           | 0   | 3      | 1      | 4     |
| 16    | Danemark        | 0   | 2      | 3      | 5     |
| 17    | Bohême          | 0   | 0      | 2      | 2     |
| 17    | Pays-Bas        | 0   | 0      | 2      | 2     |
| 19    | Autriche        | 0   | 0      | 1      | 1     |
| Total | Total           | 110 | 107    | 107    | 324   |

## Sources
- Site officiel du CIO